# Хаммарстрём, Ханна
Ханна Хаммарстрём (швед. Hanna Hammarström; 4 ноября 1829, Стокгольм, Швеция — 1909, там же) — шведский изобретатель и промышленник. Она впервые в Швеции наладила коммерческое производство и продажу телефонных проводов, в том числе для первой шведской телефонной сети. Она также экспортировала проволоку в Финляндию.
Ханна Хаммарстрем была дочерью торговца хлопком и шёлком Пера Хаммарстрёма (швед. Per Hammarström, ум. 1868) и Кристины Хольмберг (швед. Christina Holmberg). Её отец хотел, чтобы все его дети получили профессию, поэтому она научилась изготовлять различные украшения. Отец подарил дочери станок для производства металлической проволоки, которая пользовалась большим спросом у модисток, моделировавших женские шляпки. После создания в 1883 году акционерного общества Allmänna Telefonaktiebolag (SAT) Ханна Хаммарстрем начала экспериментировать с производством телефонного кабеля, основанного на том же принципе.
Хотя телефонные провода были изобретены до неё, способ их изготовления был неизвестен в Швеции, поэтому шведская телефонная сеть зависела от иностранных производителей, особенно от немецких. Она основала свою собственную фабрику и в 1883 году взяла на себя задачу обеспечения телефонными проводами шведской телефонной компании. Она имела монополию на производство на протяжении 1880-х и 1890-х годов. На свою фабрику в Стокгольме она нанимала только женщин, которых сама же и обучала работе на станках. На выставке энергетического и производственного оборудования в Стокгольме в 1886 году Ханна Хаммарстрем получила первую премию, серебряную медаль, сертификат и мемориальную доску, которые были выставлены на ее фабрике. Умерла в 1909 году.